# Hedwig Gorski
Hedwig Gorski née le 18 juillet 1949 à Trenton dans l'État du New Jersey est un poétesse et une artiste d'avant-garde américaine qui revendique une esthétique futuriste. Ses divers moyens d'expressions poétiques sont variés, poésie orale, texte et illustration, radio et médias. Hedwig Gorski est une artiste d'avant-garde qui a ouvert de nouvelles voies : ainsi le slam, reconnu désormais comme genre poétique, ou bien encore le concept forgé  de Poésie-performance, au début des années 1980 aux États-Unis.

## Biographie
Hedwig Gorski a défini sa vie comme celle d'une « nomade slave » de par son histoire familiale et son goût du voyage. Née dans le New Jersey où ses parents  émigrèrent  de la lointaine Pologne, de la région de Galicie ; de cet endroit qui est devenu territoire de l'Ukraine après la guerre, là ou sa tante et sa grand-mère ont été assassinées par des ukrainiens, durant les massacres endémiques de Polonais.
Son père rejoint à l'âge de 14 ans la résistance polonaise, puis les rangs de l'armée américaine. Il arrive avec sa famille aux États-Unis à La Nouvelle-Orléans en Louisiane sous les ordres du général Sturgis. À Napoleonville il exerce le métier d'électricien avant de se fixer lui, et les siens dans le New Jersey. Hedwig Gorski obtient un BFA en peinture du Nova Scotia College of Art and Design University (NSCAD) au Canada ; elle s'établit ensuite avec son premier mari à Austin (Texas).

### La période underground
Hedwig Gorski en 1973 à La Nouvelle-Orléans, réalise des illustrations pour le journal underground NOLA Express. Hedwig Gorski et Charles Bukowski sont parmi les contributeurs les plus notoires de ce journal.

### Performances
Lorsque Bob Holman entendit une cassette audio d'Hedwig Gorski avec l'East Band d'Eden, il en fit part au poète Michael Vecchio et convint que c'était la meilleure poésie et le groupe de musique qu'il ait jamais entendu. Écrivains et programmeurs radio furent intrigués par l'association du genre poétique avec la musique. Très peu d'artistes en effet comprenaient alors ce genre de poésie orale telle que la pratiquait Hedwig Gorski. Elle n'a jamais écrit des poèmes pour la publication et une exposition médiatique. La critique lui reprocha un soi-disant mépris pour la poésie éditée et les magazines littéraires, voyant là un refus d'entrer dans le marché de l'édition pour d'obscures raisons financières. Hedwig Gorski adopta une tout autre attitude qui passa pour rebelle à l'égard de l'establishment des cercles de poésie bien établis. En 1980 elle effectua des lectures à la télévision et à la radio.

### Universités

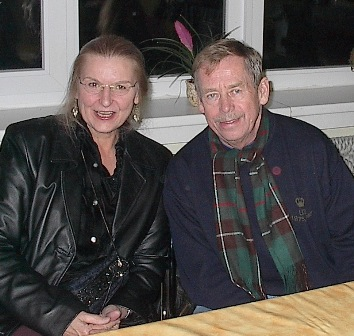
Hedwig Gorski avec Václav Havel

Hedwig Gorski obtient un doctorat en création littéraire de l'université de Louisiane à Lafayette en 2001.
En 2003-04, elle donne des conférences sur la littérature minoritaire américaine à l'Université de Wrocław en Pologne comme « Fulbright Fellow » et durant cing mois voyage à divers endroits, y compris en Ukraine. Dans les coulisses d'un concert de Bob Dylan à Prague, Hedwig Gorski rencontre Václav Havel. Elle a fait une apparition au Café Krzystofore à Cracovie en 2004 pour le service culturel de l'ambassade des États-Unis et l'Institut français de Cracovie. 
Après l'obtention de son doctorat,  Hedwig Gorski se tourne vers l'écriture poétique pour la publication imprimée. Son plus récent manuscrit est finaliste en 2011 au National Poetry de Princeton, New Jersey.

## Publications

### Poésie
- Hi to Heaven: Best-Loved Performance Poems in English & Polish. Trans. by Janusz Zalewski. 2015.
- Poetique: Speak-Songbook. College Station: Slough P, Feb. 2010.  (ISBN 978-0-9827342-0-9). Semi-finalist for Balcones Prize (with CD).
- Deconstruction of Rising Melodic Chords, Hedwig Gorski Poem. Composer, D'Jalma Garnier. Toxic Poetry. Second Issue. Exhibition No. 2. Jan. 2010.
- "Drunken Savior," "Mood Indigo." Toxic Poetry. Premier Issue. Exhibition No. 1. Aug. 2009.
- Karawane. No.10. Excerpts from neo-verse drama poem for voices Booby, Mama! 2009. (PDF)
- "Mexico Solo." Polish American Historical Association Conference. Commemorative Broadside. Ed. Janusz Zalewski. 2008.
- "White Colonnade Façade." Art Mag 29. Vallée de Las Vegas : Limited Editions P, 2006.
- "Zawsze jest coś, co może uczynić cię szczęśliwym." Trans. Janusz Zalewski. Novo Okolica Poetów, 18–19. Rzeszow, Poland: 2005, 58–60.
- Polish Gypsy with Ghost. Austin: Shinebone P, 1993.
- "Slow Paradise." Poem Broadside. Photo by Mark Christal. Austin: Shinebone P, 1992.
- Early Breakfast with Hedwig Gorski. Austin: Perfection Productions, 1992.
- Snatches of the Visible Unreal. Austin: Backyard P, 1991.

### Drama
- The Waste Land Scripted for 44 Voices. Jadzia Books. 2018.
- Beasts and Saints: One-Act Play. Jadzia Books. 2015.
- 13 Donuts: An Original Radio Drama with a Multi-Cultural Twist. Jadzia Books. 2015.
- Booby, Mama!: Surreal Cut-Up Spoken Word, 1977. Jadzia Books. 2015.
- Thirteen Donuts. National Audio Theatre Festivals Annual Scriptbook 2001. Ed. Brian Price. Hempstead: NATF, 2001. 87–105.

### Performances
- Douglas Henderson: 'summer of love'. Tony Buck, percussion + guest artists. poetry by Gregory Corso, Hedwig Gorski. Galerie Mario Mazzoli

### Mémoires
- Intoxication: Heathcliff on Powell Street. College Station, TX: Slough P, 2007, 2009.